# جوليان برنارد
جوليان برنارد (بالفرنسية: Julien Bernard)‏ هو دراج فرنسي، ولد في 17 مارس 1992 في نيفير في فرنسا.

## وصلات خارجية
- جوليان برنارد على موقع الاتحاد الدولي للدراجات (الإنجليزية)
- جوليان برنارد على موقع أرشيف الدراجات (الإنجليزية)
- جوليان برنارد على موقع إحصائيات الدراجات الإحترافية (الإنجليزية)
- جوليان برنارد على موقع نسبة الدراجات (الإنجليزية)
- جوليان برنارد على موقع CycleBase (الإنجليزية)